# Erginiperna manifesta
Erginiperna manifesta is een hooiwagen uit de familie Cosmetidae.